# Caterpillar C32
Le Caterpillar C32 est un moteur Diesel V12 fabriqué par Caterpillar Inc. La cylindrée du moteur est de 32,1 litres (1959 pouces cubes). La taille du cylindre est de 5,71 pouces x 6,38 pouces d’alésage/course. Le moteur peut produire jusqu’à 1900 chevaux à 2300 tours par minute. Le couple maximal de 5532 lb-pi se produit à un régime moteur de 1300 à 1800 tr/min. Le moteur pèse plus de trois tonnes à 6780 livres. Le C32 est utilisé dans les équipements de CAT, notamment le tombereau de chantier Caterpillar 777G et le bulldozer Caterpillar D11T. Il est également vendu pour une utilisation ferroviaire et maritime, ainsi que pour d’autres applications industrielles telles que les concasseurs, les pompes et les foreuses.

## Caterpillar C32B
Le Caterpillar C32B est un moteur diesel V12 fabriqué par Caterpillar Inc. La cylindrée du moteur est de 32,1 litres (1959 pouces cubes). Il est normalement peint en gris. La taille du cylindre est de 5,71 pouces x 6,38 pouces d’alésage/course. Le C32B est le moteur diesel à grande vitesse le plus puissant de Caterpillar. Le moteur peut produire jusqu’à 2433 chx marins à 2300 tr/min. Le couple maximal de 5532 lb-pi se produit à un régime moteur de 1300 à 1800 tr/min. Le moteur est équipé d’un bloc en fer, peint en gris. Le moteur pèse plus de trois tonnes à 7500 livres. Le C32B est utilisé dans des applications marines et militaires.